# ان‌جی‌سی ۶۹۵۱
ان‌جی‌سی ۶۹۵۱ (انگلیسی: NGC 6951) یک کهکشان مارپیچی میله‌ای است که در صورت فلکی قیفاووس و در فاصله حدود ۷۵ میلیون سال نوری از زمین قرار دارد.